# Corynorhinus rafinesquii
Corynorhinus rafinesquii es una especie de murciélago de la familia Vespertilionidae.

## Distribución geográfica
Es endémica de los Estados Unidos.